# ツノダ
株式会社ツノダ（英: Tsunoda Co., Ltd. ）は、愛知県小牧市に存在した自転車製造販売メーカーで、本業を不動産賃貸業に転換した大阪府大阪市に所在する企業。

## 概要
かつては自転車の製造を行っており実用的な自転車以外に1970年代には少年用スポーツサイクルも手がけ、「エレクトロGT」や「スカイランサー」といった商品を、当時としては非常に高価であったにもかかわらず大ヒットさせていた。
その後中国・台湾メーカーの台頭により業績不振が続いたことから、自転車の製造・販売事業を徐々に縮小し、バブル時に始めた不動産事業の再編を行い、旧工場跡地や旧店舗用地を活用した不動産賃貸業に業態転換して現在に至る。

## 沿革
- 1926年（大正15年）1月1日 - ツノダ商店として創業[3]。
- 1938年（昭和13年）4月25日 - 法人改組し株式会社ツノダ商店を設立[3]。
- 1950年（昭和25年）10月 - 関連会社の角田工業（株）と合併し、ツノダ自転車株式会社に商号変更[3]。
- 1962年（昭和37年）12月 - 名古屋証券取引所市場第二部に株式を上場[3]。
- 1992年（平成4年）7月 - 株式会社ツノダに商号変更[3]。同月、子会社の大垣スタンド株式会社を吸収合併[3]。
- 2017年（平成29年）12月29日 - 株式会社マーキュリアインベストメント傘下の株式会社TNDホールディングスが株式公開買付けを実施し、議決権所有割合ベースで60.75%の株式を取得して親会社となる[4]。
- 2018年（平成30年）3月27日 - 名古屋証券取引所市場第二部上場廃止。
- 2018年（平成30年）3月30日 - 株式併合により、株主が株式会社TNDホールディングス及び株式会社ツノダメンテナンスのみとなる[5]。
- 2021年（令和3年）5月31日 - 日本商業開発（現 地主株式会社）が発行済株式の全部を取得し、株式会社ツノダは同社の100％子会社となる。

## テレビコマーシャル
「つんつんツノダのテーユー（T.U）号」というテレビコマーシャルで一世風靡した。T.Uというのはツノダ創業当時の社名スペル（TUNODA）の冒頭部分からとったものである。『ドラえもん』とタイアップしたドラえもん自転車・ドラミちゃん自転車・スカイランサーのCMでは大山のぶ代がCMソングを歌った。『Dr.スランプ』に登場する摘さん一家の奥さんの名前「摘詰角田野廷遊豪（つん・つんつのだのていゆうごう）」はここから取ったものである。また『少年探偵団』とタイアップしたスカイランサーのCMでは少年探偵団が登場、劇中でも探偵団の乗り物として登場している。
- TU号 スカイランサー - ジュニアスポーツ
- TU号 ニューヤングGT7 - 婦人車